# Сідерно
Сідерно (італ. Siderno, сиц. Sidernu) — муніципалітет в Італії, у регіоні Калабрія,  метрополійне місто Реджо-Калабрія‎.
Сідерно розташоване на відстані близько 520 км на південний схід від Рима, 75 км на південь від Катандзаро, 60 км на схід від Реджо-Калабрії.
Населення — 18 120 осіб (2014).
Щорічний фестиваль відбувається 8 вересня. Покровитель — Maria SS. di Portosalvo.

## Демографія
Населення за роками:

Станом на 1 січня 2023 року в муніципалітеті офіційно проживало 716 іноземців з 51 країни, серед них 99 громадян країн Євросоюзу та 109 громадян України.

## Сусідні муніципалітети
- Аньяна-Калабра
- Джераче
- Гроттерія
- Локрі
- Маммола